# Sa Cala Gran
Sa Cala Gran, o Cala Gran, és una cala del municipi de Lloret de Mar (Selva), situada entre la Cala sa Tortuga i la platja de Canyelles. Orientada al sud-sud-est, té una longitud de 62 m i una amplada mitjana de 10 m, formada per còdols grans i una diminuta zona de sorra. És de complicat accés, des de la urbanització de Canyelles, i poc transitada.